# Hebecnema uniseta
Hebecnema uniseta är en tvåvingeart som beskrevs av Willi Hennig 1952. Hebecnema uniseta ingår i släktet Hebecnema och familjen husflugor. Inga underarter finns listade i Catalogue of Life.